# ريم أسعد
ريم محمد أسعد هي مستشار استثماري في السعودي الفرنسي كابيتال، وهي ثاني أقوى شخصية سعودية لعام 2012م.

## الحياة العملية
- مدير الإنتاج في البنك الأهلي التجاري بين 2003م و2007م.[3]
- نائب رئيس مجلس إدارة لجنة الأوراق المالية في الغرفة التجارية الصناعية بجدة بين 2006م و2015م.[3]
- محاضر في مجال المالية في جامعة دار الحكمة بين عامي 2008م و2011م.[3]
- مستشار استثماري في السعودي الفرنسي كابيتال منذ 2011م.[1]
- القائم بأعمال الرئيس في شركة التعدين العربية السعودية منذ 2018م.[1]

## المبادرات الشخصيّة
قامت ريم أسعد بحملة تشجع على عمل المرأة في السعودية، ودفعت 44 ألف امرأة سعودية إلى العمل.